# موران خور
الموران خور هي آلة موسيقية منغولية تستعمل أيضاً في البعض من جمهوريات روسيا الاتحادية مثل جمهورية بورياتيا. هذا ما عدا الاستعمال الكثير لها في منغوليا.

## أصل التسمية
الاسم الكلاسيكي الكامل لهذه الآلة في اللغة المنغولية هو morin-u toloɣai tai quɣur وهو ما يعني الكمان ذو رأس الحصان.

## الصوت المنبعث
يتم وصف الصوت الخارج من هذه الآلة بأنه صوت ذو شاعرية واسعة وغير مقيدة، مثل صوت صهيل الحصان البري أو مثل النسيم في المراعي.
وتعتبر هذه الآلة أهم أداة موسيقية للشعب المنغولي، وتعتبر رمزاً للأمة المنغولية.

## وصلات خارجية
- الآلات الموسيقية المنغولية
- الثقافة المنغولية متضمنة الموران خور